# Ландулф Сагакс
Вижте пояснителната страница за други личности с името Ландулф.
Ландулф Сагакс (Landolfus Sagax; Landolfo Sagace) е лангобардски историк от края на 10 век и началото на 11 век.
Написва Historia Romana, Historia Miscella в 26 книги, продължение на Breviarium ab urbe condita на Евтропий.
Неговото произведение „Palatino“ (Pal. lat. 909) е консервирано в Апостолическата Ватиканска Библиотека на Ватикан в Рим.